# Лот (Библия)
Лот (др.-евр. לוט‬; «покров», «покрывало») — библейский ветхозаветный персонаж; согласно Книге Бытия, племянник Авраама (сын его брата Арана).
Лот и жена Авраама Сарра сопутствовали патриарху Аврааму при их переселении в землю Ханаанскую. Перед разрушением небесным огнём двух нечестивых городов, Содома и Гоморры, от общей гибели спаслось только семейство Лота, которое из города вывели два ангела.

## Ветхозаветное повествование

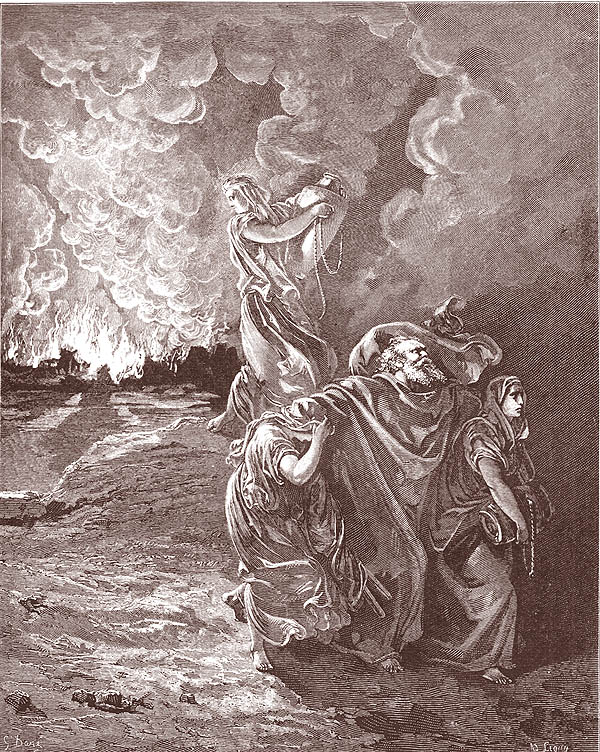
Бегство Лота из Содома (художник Гюстав Доре)

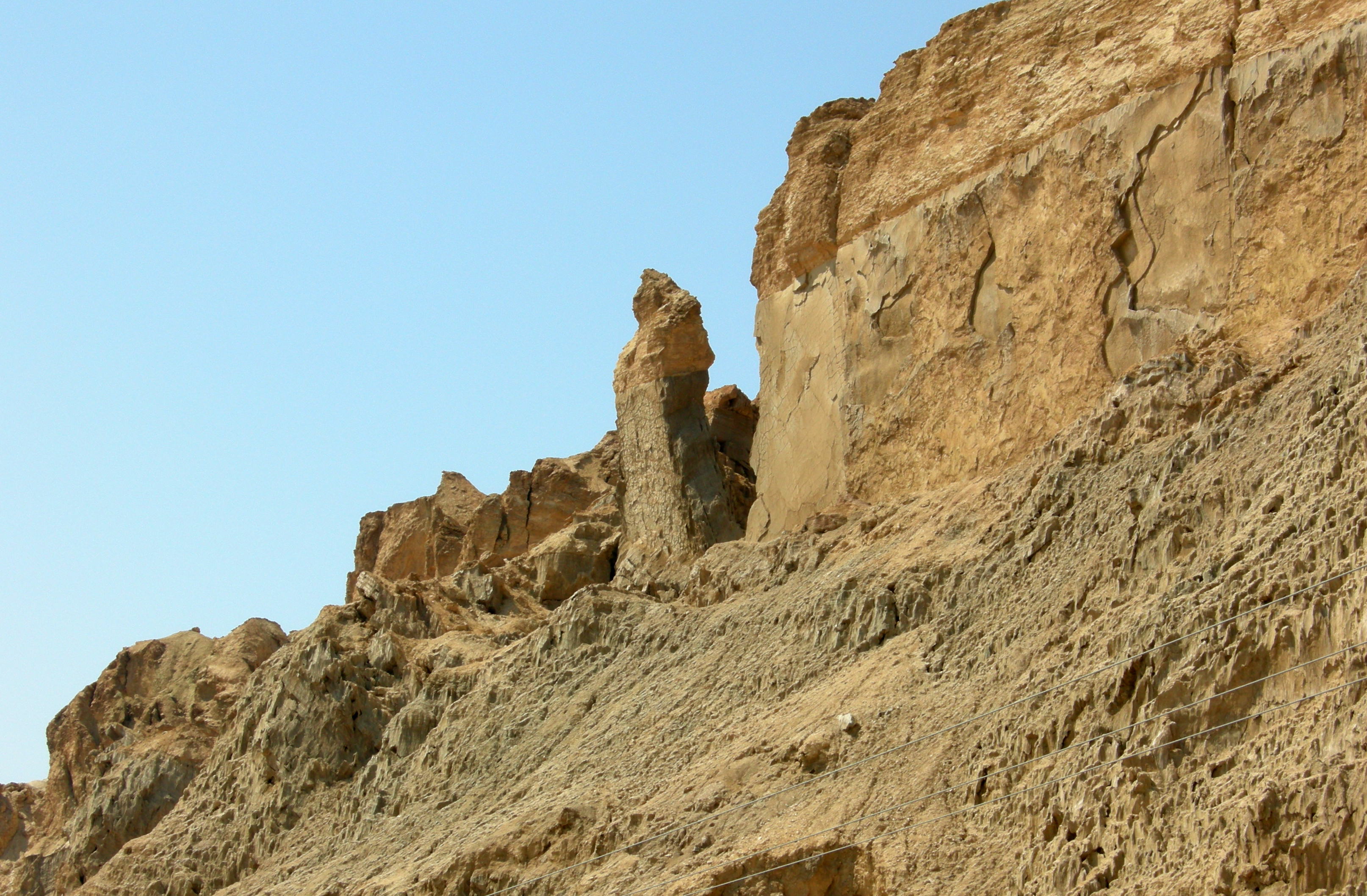
Горное образование «Жена Лота» (расположено близ Мёртвого моря)

В ветхозаветной Книге Бытия Лот — сын Арана и племянник родоначальника евреев Авраама. За исключением авраамовой жены Сарры, Лот был единственным родственником, сопровождавшим патриарха Авраама при его переселении из Ура Халдейского в Ханаанскую землю.
После того, как Авраам вышел из Египта, где, благодаря тому, что Авраам согласился отдать свою жену фараону, приобрёл много рабов и скота (Быт. 12:12—16), вместе они двинулись до Вефиля (13:1—3). У Лота тоже был мелкий и крупный скот, а также шатры. Их имущества было так много, что пастухи Авраама спорили с пастухами Лота. Авраам ему предложил: «…отделись же от меня. Если ты налево, то я направо, а если ты направо, то я налево» (13:9). Получилось, что «Аврам стал жить на земле Ханаанской; а Лот стал жить в городах окрестности и раскинул шатры до Содома» (13:12).
Во время нападения Кедорлаомера и союзных ему царей на Содом Лот попал в плен, а имущество его было забрано. Однако Авраам напал ночью на противника и освободил Лота вместе со всем имуществом, а также женщинами и народом (Быт. 14:1—16).
Когда Лот сидел у ворот Содома, к нему пришли два ангела, желавшие проверить, действительно ли в Содоме творится то, что о нём говорят. Лот приглашал ангелов к себе в дом, но они сказали, что будут спать на улице. Лот их сильно упрашивал и наконец упросил. Он сделал им угощение и испёк пресные хлебы. Однако не успели они ещё лечь спать, как жители всего города пришли к его дому с требованием вывести к ним гостей, чтобы содомляне «познали их». Лот вышел к содомлянам с отказом, предложив взамен двух своих девственных дочерей, чтобы те делали с ними, что им вздумается (Быт. 19:1—8).

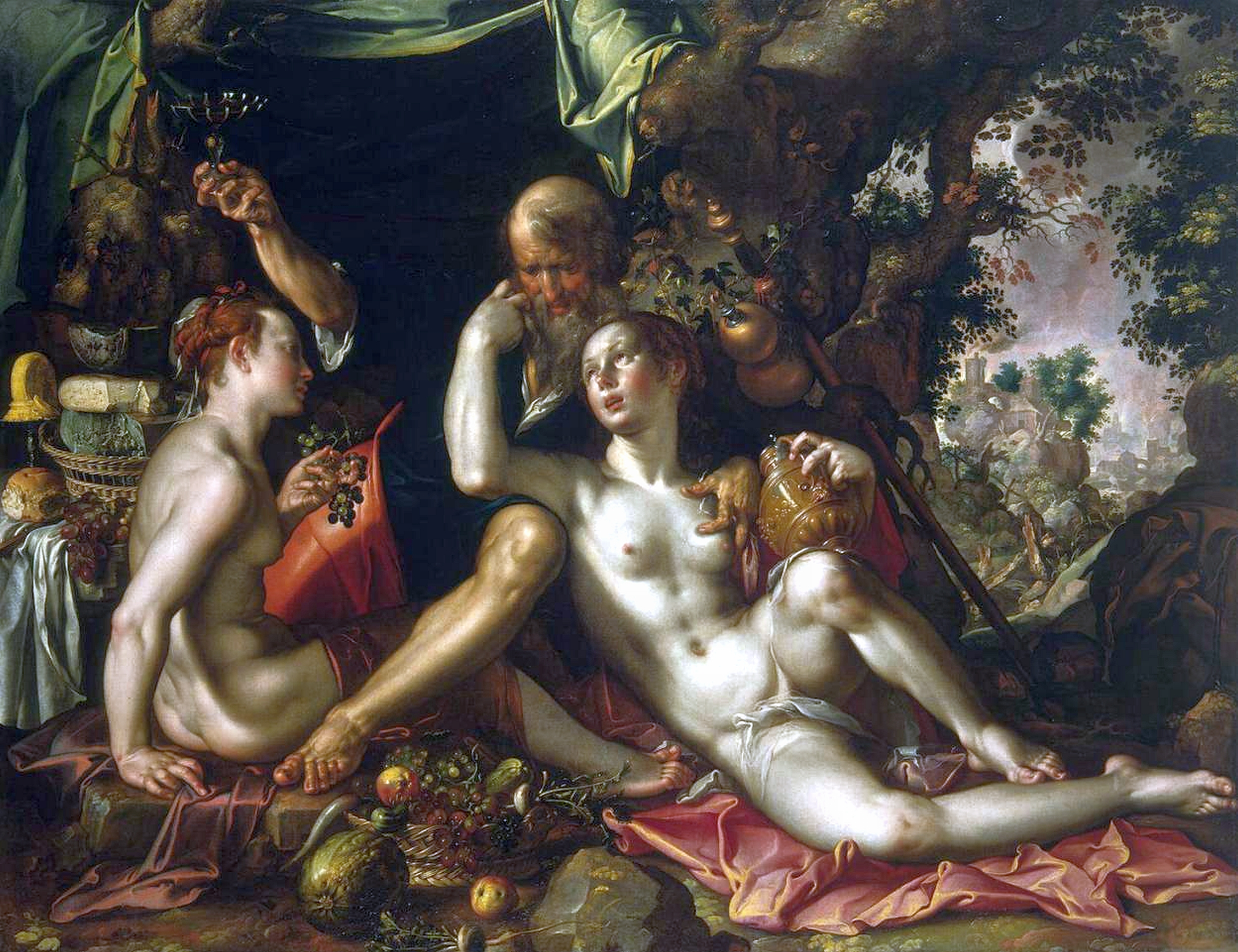
Лот с дочерьми (Иоахим Эйтевал, 1600)

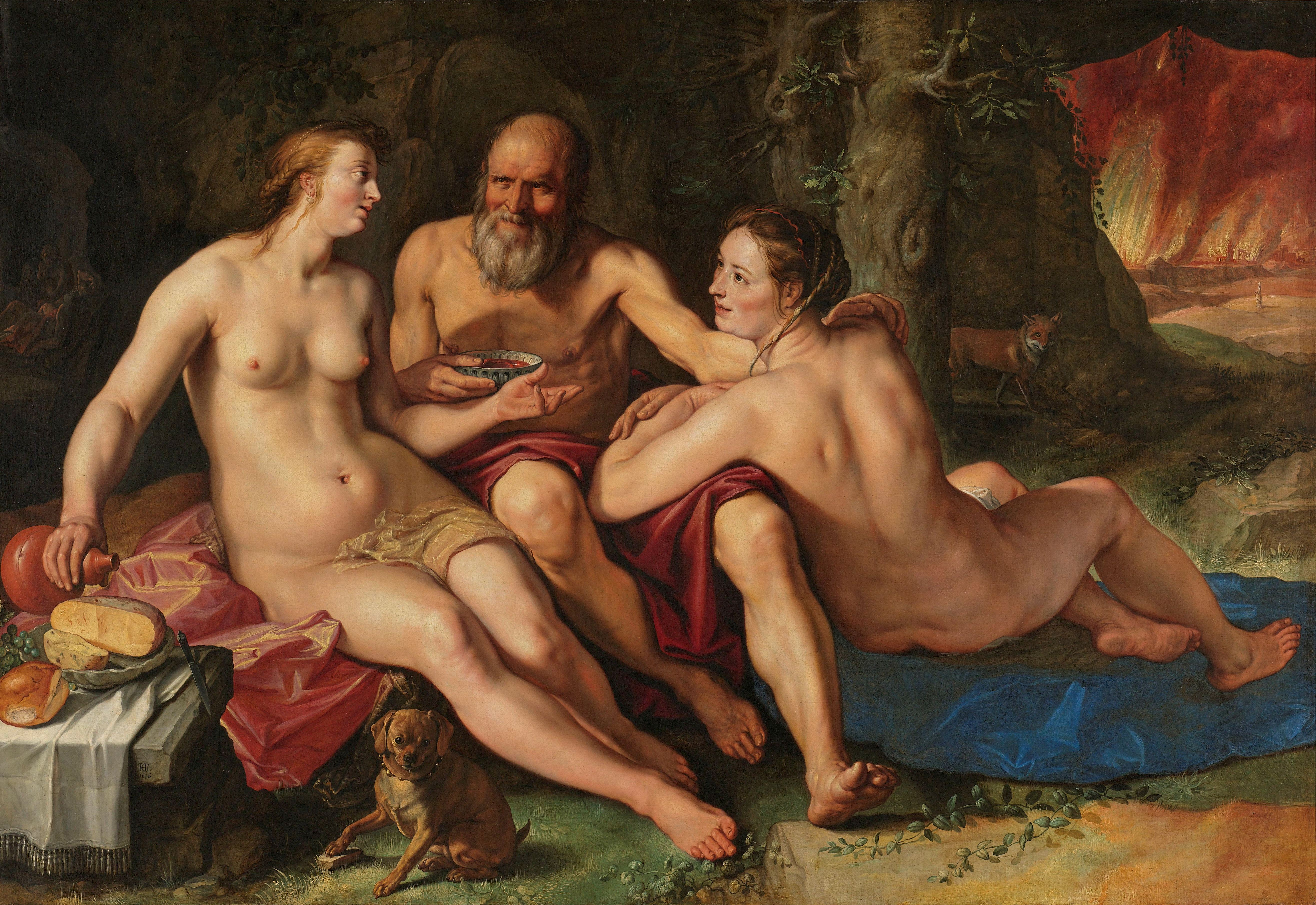
Лот и его дочери (Хендрик Гольциус, 1616)

Жителям города это не понравилось и они стали проявлять агрессию по отношению к самому Лоту. Тогда ангелы ослепили содомлян, а Лоту и его родственникам велели покинуть город, поскольку он будет разрушен. Зятьям, которые брали за себя дочерей Лота, показалось, что это шутка, и из Содома вышел только Лот, его жена и две дочери. Ангелы велели бежать Лоту на гору, нигде не останавливаясь и не оборачиваясь, чтобы спасти душу. Но Лот заявил, что на горе спастись не сможет и укроется в городе Сигор, на что Бог согласился и оставил Сигор целым. По дороге жена Лота нарушила указания и обернулась, в результате чего превратилась в соляной столб (Быт. 19:9—26).
Сам Лот с дочерьми спасся в близлежащий город Сигор. Не чувствуя себя там в безопасности, он вместе с дочерьми поселился в пещере на ближней горе. Там произошло кровосмешение отца (Лот был пьян) с дочерьми, которые полагали, что весь человеческий род погиб и только они трое остались в живых, сначала со старшей дочерью, а на следующий день — с младшей. Однако Лот не знал, когда дочери легли с ним и когда встали. У старшей дочери родился сын Моав, будущий родоначальник моавитян, а у младшей — Аммон, или Бен-Амми, будущий родоначальник аммонитян (Быт. 19:27—38). Затем о Лоте в Священном Писании больше не говорится.
На Западном берегу реки Иордан, в городе Бани-Наим, недалеко от Хеврона, находится гробница Лота.

## В кинематографе
- «Содом и Гоморра» — австрийский фильм режиссёра Михаэля Кёртица, снятый в 1922 году.
- «Лот в Содоме» — экспериментальный звуковой фильм Джеймса Сибли Уотсона, снятый в 1933 году. Кадры из фильма «Лот в Содоме» также использованы в экспериментальной картине Барбары Хаммер «Нитратные поцелуи», снятой в 1992 году.
- «Содом и Гоморра» — фильм режиссёра Роберта Олдрича, который изображает уничтожение двух городов в наказание их упадка и человеческой жестокости. Фильм вышел на экраны в 1963 году. В роли Лота — Стюарт Грейнджер.
- «Библия» (Италия, США, 1966), режиссёр Джон Хьюстон. В роли Лота — Габриэль Ферзетти.
- «Авраам: Хранитель веры» (США, Италия, Великобритания, 1994), режиссёр Джозеф Сарджент — телевизионный фильм о жизни Авраама. В роли Лота — Андреа Продан.
- «Библия» (мини-сериал) (США, 2013). В роли Лота — Антонио Магро.
- «Древний Апокалипсис: Содом И Гоморра» (англ. Ancient Apocalypse: Sodom and Gomorrah) — документальный фильм, снятый BBC в 2001 году.
- «Разгаданные тайны Библии. Содом и Гоморра» (англ. Biblical Mysteries Explained. Sodom and Gomorrah) — документальный фильм, снятый Discovery в 2009 году.